# 根毛
根毛是高等植物根尖表皮上的毛状物，主要位於根的成熟区，形成根毛区。根毛由成熟区表皮細胞向外突出而成，具有顶端封闭的管状结构，其长度由数十到上千微米不等，可通过肉眼观察到。土壤中的水和無機鹽通常由根毛吸收進入植物體內。

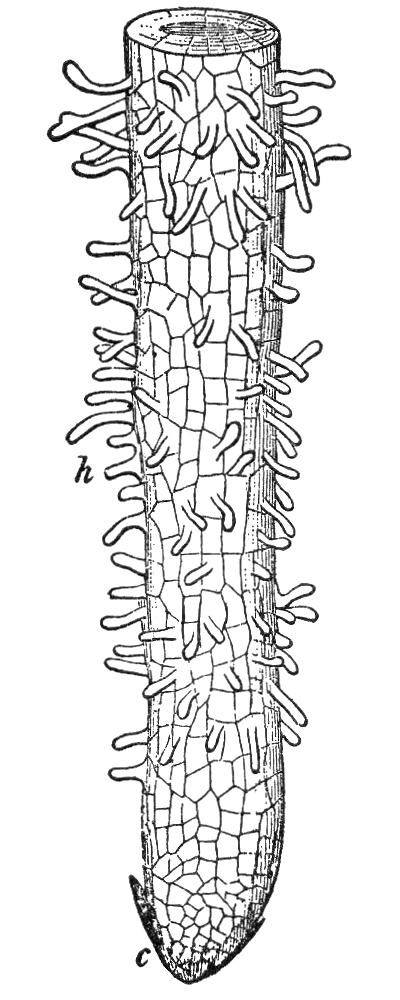
植物根尖的示意图。可观察到根尖外层细胞向外延伸形成根毛。

## 数量
根尖上的根毛的數量很大。玉米的根部表皮上每平方毫米约有420条根毛，而豌豆根部表皮上每平方厘米约有250条。植物根部被水浸没处根毛数量很少，有許多水生植物及沼澤植物的根部沒有根毛。在干旱的土壤中，根毛则不能发育。

## 形态
根毛本身都是由表皮細胞伸出的薄壁管狀構造，長度由0.1至8.0厘米不等。根毛其細胞壁極薄，细胞质紧贴细胞壁。细胞中央是大液泡，细胞核随根毛的生长而逐渐移向细胞末端。根毛因向外突出、延展而表面積较大，但根毛的突起位置大都不在表皮細胞的中央，而常從靠根端的部分生出。

## 功能
植物的根毛可以增加吸收水分与无机盐的表面积，如豌豆的根毛可以使其根部面積增大12倍。根部表面积增大可使植物更充分地吸收土壤中的养分输送至根的內部，再向上輸送到植物的莖和葉。根毛细胞細胞壁的外層物質还可以形成黏液，覆蓋在根毛表面。这些分泌的黏液中包含有机酸等多种物质，使土壤中难于溶解的盐类溶解，成为容易被植物吸收的养分。

## 形成
在根尖的一段區域内，細胞業已不再延伸的部分，根的表皮上就會發生根毛。有許多植物的每一個根部表細胞都能长出根毛，另有一些植物的根毛是由整齊的原皮細胞经过不均等分裂形成。這種分裂的方法與表皮細胞形成絨毛或氣孔的方法类似。分裂产生的新細胞中，較小的子细胞细胞质占细胞的比例较高且可以长出根毛，称作“毛原細胞”；較大的子细胞細胞質比例则较低。這些毛原細胞的細胞核染色時颜色都較深，而且具有細胞核進行內分裂后产生的多元染色體。美洲水虌（Hydromystria）毛原細胞的染色體非常较为特殊：這種植物的毛原細胞细胞核的內分裂次數恰与它的姊妹細胞的分裂次數相等。因此，每个具有32个染色體组的毛原細胞，必然有16个二倍体細胞與其互相聯接。其他的一些植物（例如石松屬、玉米屬、水生植物茨藻属及睡蓮屬等的植物）的毛原細胞與相鄰的細胞都是成行整齊地排列的（偶然也有一些植物的毛原細胞呈現擬分生組織的特性，可以一再分裂而成一群毛原細胞，形成一束根毛）。
根毛的寿命相对于植株的寿命来说较短，一般只有数天，最長2-3週。衰老的根毛会自行枯萎脱落，随着伸长区细胞伸长及该区细胞的向下延伸，在新的部位又将形成新的根毛，因此，根尖可以始终保持一个相对稳定的根毛区。